# 木版年画
木版年画是以木版畫形式製作的年畫，用木版雕刻印刷画的轮廓，再由人工或套版上色，画的内容大多为喜庆吉祥、风俗、门神、灶王或戏剧，过年时普通人家买这种廉价的画装饰房屋。中國最著名的木版年画是：天津杨柳青年画、河北省武强年画、苏州桃花坞年画、山东省淄博年画和河南省朱仙镇木版年画。

## 中國七大木版年画产地
- 苏州桃花坞
- 天津杨柳青
- 山东杨家埠
- 四川绵竹
- 河北省武强
- 广东佛山
- 河南朱仙镇